# Doncourt-lès-Conflans
Doncourt-lès-Conflans là một xã của tỉnh Meurthe-et-Moselle, thuộc vùng Grand Est, đông bắc nước Pháp. Xã này nằm ở khu vực có độ cao trung bình 246 mét trên mực nước biển.